# عبدالکریم حائری یزدی
عبدالکریم حائری یزدی، معروف به شیخ عبدالکریم حائری میبدی و آیت‌الله مؤسس (۱۲۳۸ – ۱۰ بهمن ۱۳۱۵ خورشیدی) از مجتهدان و مراجع تقلید شیعه و بنیان‌گذار حوزهٔ علمیهٔ قم بود.

## زندگی
عبدالکریم حائری در سال ۱۲۳۸ خورشیدی در محله مهرجرد، از توابع میبد یزد به دنیا آمد. پدرش محمد جعفر نام داشت. وی تحصیلات مقدماتی خود را در حوزه علمیه شهر عقدا از توابع اردکان گذراند. سپس در شش سالگی یکی از بستگانش معروف به میر ابوجعفر که آخوند بود به مهرجرد آمد و تحصیل عبدالکریم را عهده‌دار شد و با رضایت پدر و مادرش، او را به اردکان برد و به مکتب سپرد. عبدالکریم روزها در درس استادان حاضر می‌شد و شبها در خانه میر ابوجعفر به سر می‌برد و گاهی در شبهای جمعه به منظور دیدار با پدر و مادر راه مهرجرد را پیش می‌گرفت. با درگذشت پدر مدتّی از تحصیل بازماند امّا بعد از چندی به حوزه علمیه یزد رفت و در مدرسه محمدتقی خان سکنی گزید و به تحصیل علوم اسلامی پرداخت

### عراق
در ۱۸ سالگی به همراه مادرش با کاروان زیارتی به عراق رفت. چند سالی در کربلا در محضر محمدحسین فاضل اردکان بود و پس از آن با راهنمایی استادش به سامرا و نزد میرزای شیرازی رفت.
میرزای شیرازی مرجع زمان و سرپرست حوزه علمیه سامرا بود. وی از آنجا که به فاضل اردکانی احترام زیادی می‌گذاشت، شیخ عبدالکریم مهرجردی میبدی را مورد توجه قرار داد. می‌گویند وقتی نامه فاضل اردکانی را خواند به شیخ عبدالکریم گفت: «من به شما اخلاص پیدا کردم»، و او را در منزل خود جای داد. حائری پس از اینکه به اجتهاد رسید از این دوران به نیکی یاد کرده و از خاطرات خانه میرزا این گونه می‌گوید:

«سرداب خانه میرزا هم محل مطالعه‌ام بود و هم محل استراحتم و در ماه رمضان سحری را نیز در آنجا می‌خوردم امّا برای افطار به خانه میرزا بازنمی‌گشتم، بلکه به علت گرمای طاقت فرسای هوا، به سوی فرات رفته، آب مفصلی می‌خوردم و شنا می‌کردم.»

شیخ عبدالکریم دوازده سال در سامرّا به تحصیل پرداخت و در این مدت از درس‌های فقیهانی چون سید محمد بن قاسم فشارکی اصفهانی و شیخ فضل‌الله نوری سود برد.
شیخ عبدالکریم پس از درگذشت میرزای شیرازی، به نجف و پس از مدت کوتاهی از آنجا به کربلا رفت. اینجا بود که او لقب حائری را برای خود برگزید. (حائر در لغت به گودالی گفته می‌شود که در آنجا آب جمع می‌شود. زمین کربلا را حائر می‌خوانند)
حائری در این مدّت دو درس عمده خارج اصول و فقه آموزش می‌داد و باقی اوقاتش را در اختیار طلاب قرار داد و علاوه بر اینها، چون میرزا محمد تقی شیرازی مرجع تقلید شیعه احتیاطات خود را به ایشان ارجاع داده بود، پاسخگویی به مسائل دینی مردم را نیز بر عهده گرفت.
حائری در ۱۲۹۳ خورشیدی هنگامی که دامنه آشوب‌های ضد انگلیس در عراق به شهر کربلا نیز کشیده شده به دعوت مردم سلطان آباد (نام اولیه و سابق شهر اراک) به ایران بازگشت و تا سال ۱۳۰۱ که به قم رفت در حوزه علمیه سلطان آباد بود. وی به مدّت هشت سال در این حوزه تدریس کرد و در کنار مسؤولیت مرجعیت از پرورش استعدادهای طلاب جوان نیز غافل نبود.

## تأسیس حوزه علمیه قم
سید حسین خمینی (نتیجهٔ عبدالکریم حائری و نوهٔ سید روح‌الله خمینی) در این‌باره می‌گوید: جارچی فلکزده‌ای که قصد داشت از قرآن‌سوزی در آتش‌سوزی مسجد جلوگیری کند، به قرآن‌سوزی و کفر و بهایی بودن متهم می‌شود. حکومت، اعدام او را منوط به دریافت حکم از سوی علمای شهر می‌کند. مجلس بزرگی از علمای شهر جمع می‌شوند و اولین روحانی حکم مجازات را امضا می‌کند و سپس روحانیان دیگر تا زمانی که نوبت به حاج شیخ عبدالکریم برسد. او اما از امضا خودداری می‌کند و می‌گوید صدور این حکم حجت شرعی ندارد. این احتیاط پرهیزکارانه شیخ با طعنه مواجه می‌شود که «حاج شیخ هم بعله…» حاج شیخ دلش می‌گیرد و از اراک قصد زیارت مشهد می‌کند و سر راه از قم می‌گذرد. در قم به او اصرار می‌کنند که در شهر بماند و حوزه قم را احیا کند. شیخ پیشنهاد را رد می‌کند اما در بازگشت از مشهد علمای قم بار دیگر این پیشنهاد را تکرار می‌کنند و به یاد حاج شیخ می‌آورند روایات منسوب به امام زمان را که در آخرالزمان علم از قم طلوع می‌کند و به شیخ وعده یاری می‌دهند؛ و سرانجام شیخ عبدالکریم حائری در قم می‌ماند و در ۱۳۰۱ خورشیدی حوزه علمیه قم را احیا می‌کند.

## زندگی شخصی

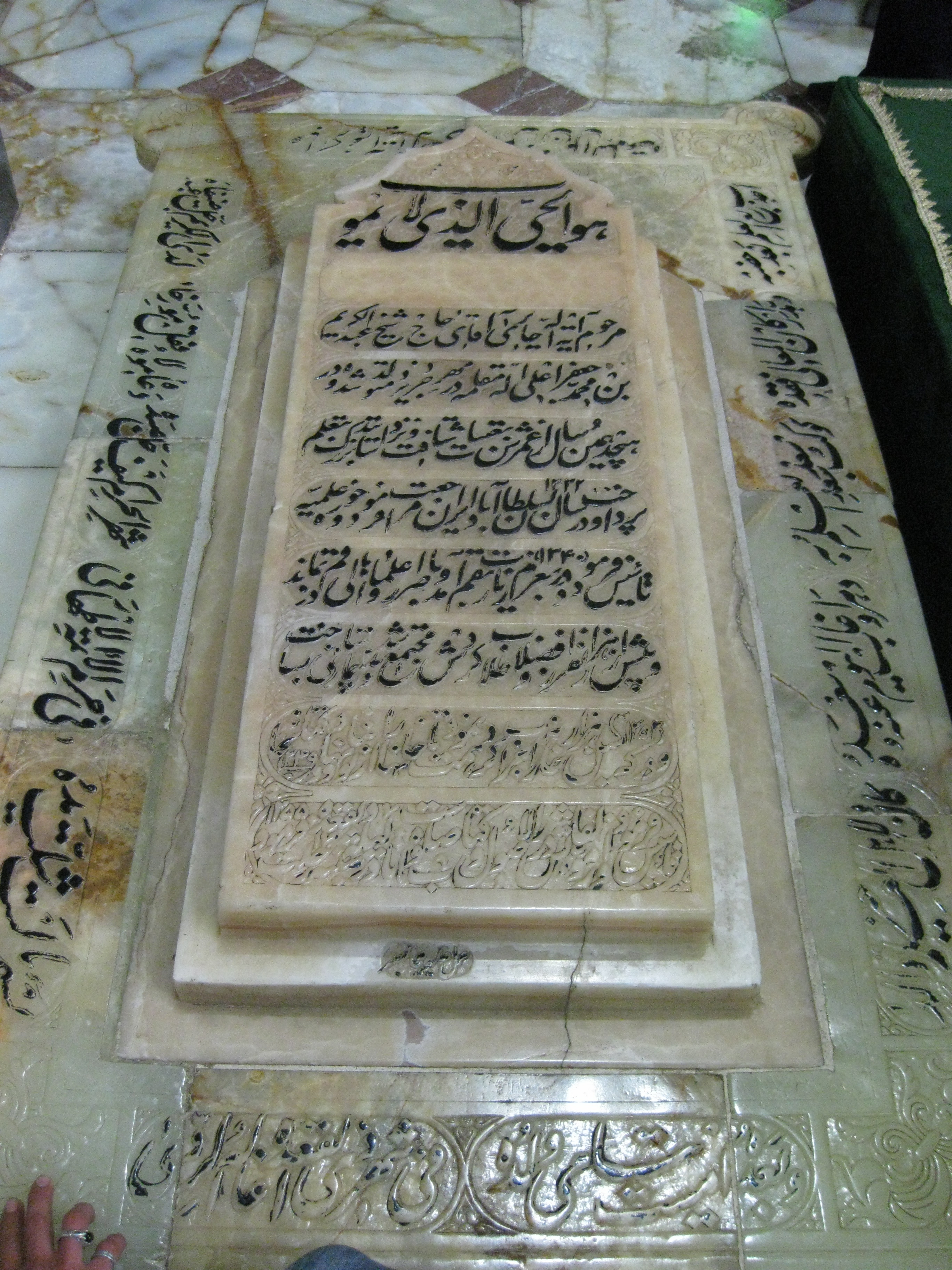
مزار حائری یزدی در قم

همسر اول حائری، خواهر عبدالعظیم لورائی از علمای همدرسش در نجف و همسر دومش فرزند حاج محمدابراهیم خوانساری مؤسس مدرسه حاج محمدابراهیم خوانساری در شهر اراک بودند. حائری ۵ فرزند به نام‌های مرتضی حائری یزدی، مهدی حائری یزدی، کبری (همسر سید محمد محقق داماد)، زهرا (همسر محمد تویسرکانی و مادر احمد غروی) و خدیجه (همسر احمد حائری و مادر عبدالهادی و عبدالحسین حائری) داشت.

## درگذشت
حائری یزدی در سن ۷۷ سالگی، در دهم بهمن ۱۳۱۵ خورشیدی در منزل شخصی اش بر اثر سکته قلبی درگذشت و پس از تشییع جنازه، در مسجد بالاسر حرم فاطمه معصومه به خاک سپرده شد.

## آثار

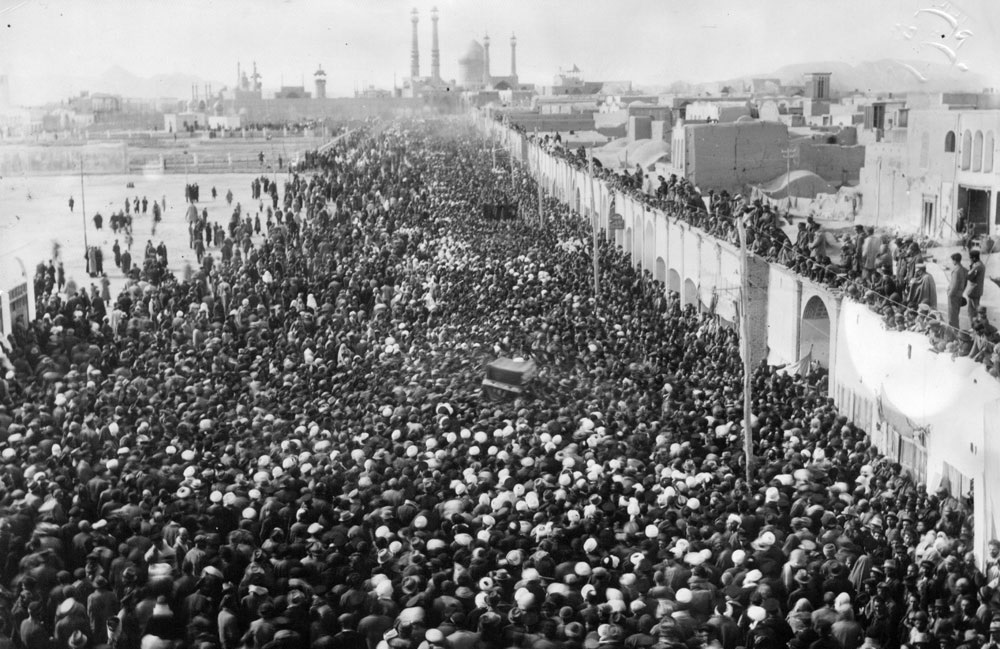
تشییع جنازه حائری یزدی در سال ۱۳۱۵

- کتاب الصلوه - کتاب مفصّلی دربارهٔ مسائل نماز است.
- کتاب درر الاصول - این کتاب تقریرات درس سید محمد بن قاسم فشارکی اصفهانی است.
- کتابهای دیگر حائری مجموعه رسائلی است که در ابواب مختلف فقهی مانند احکام ارث، احکام شیر دادن و مسائل ازدواج و طلاق به رشته تحریر درآورده است.